# Yerba Buena (Tucumán)
Yerba Buena est une ville de la province de Tucumán, en Argentine, et le chef-lieu du département de Yerba Buena. Elle est située à l'ouest de la capitale provinciale, San Miguel de Tucumán et fait partie de son agglomération, le Gran San Miguel de Tucumán. Sa population s'élevait à 50 783 habitants en 2001, en hausse de 39,9 % par rapport à 1991.

## Géographie

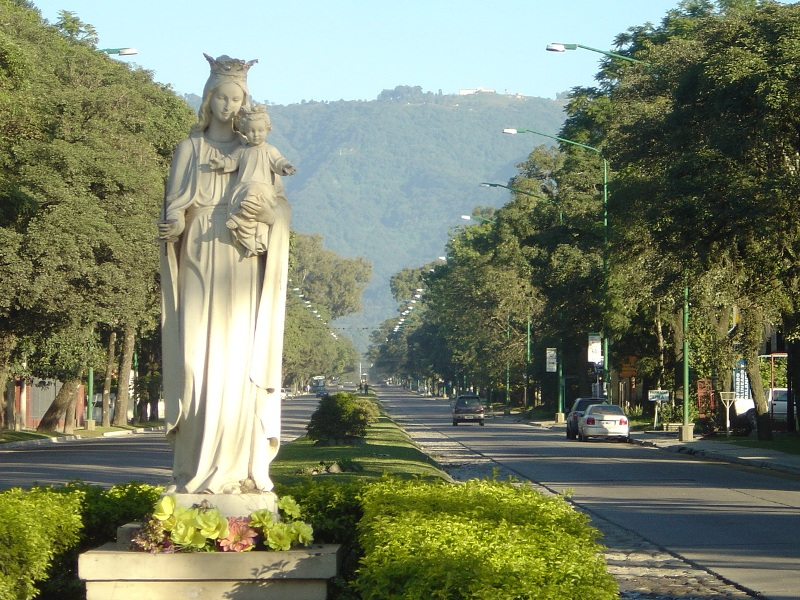
Avenue de Yerba Buena

La ville de Yerba Buena se compose essentiellement de quartiers résidentiels où vit une population de statut socio-économique plutôt moyen et élevé. Elle compte ainsi plusieurs country clubs, terrains de golf, etc. Sur les hauteurs qui dominent Yerba Buena à l'ouest se trouve la réserve naturelle de Loma Bola, une base de départ pour effectuer des vols en parapente. La ville est traversée par deux larges avenues parallèles : avenida Juan Domingo Perón et avenida Aconquija.